# Городові козаки
Городові козаки або Військо запорозьке Городове — найчисленніша група служилого стану Гетьманщини з середини XVI  до 80-х рр. XVIII ст., неоднорідна в соціально-економічному та правовому відношеннях. Як правило назва застосовувалася в офіційних документах у тих випадках, коли потрібно було козаків (приписаних до городу), які мешкали на «волості», тобто в містах і селах, відрізнити від запорожців. Остаточне проголошення відмінності перших від других, задекларовано від часів Куруковського договору.

## Історія

### Передумови

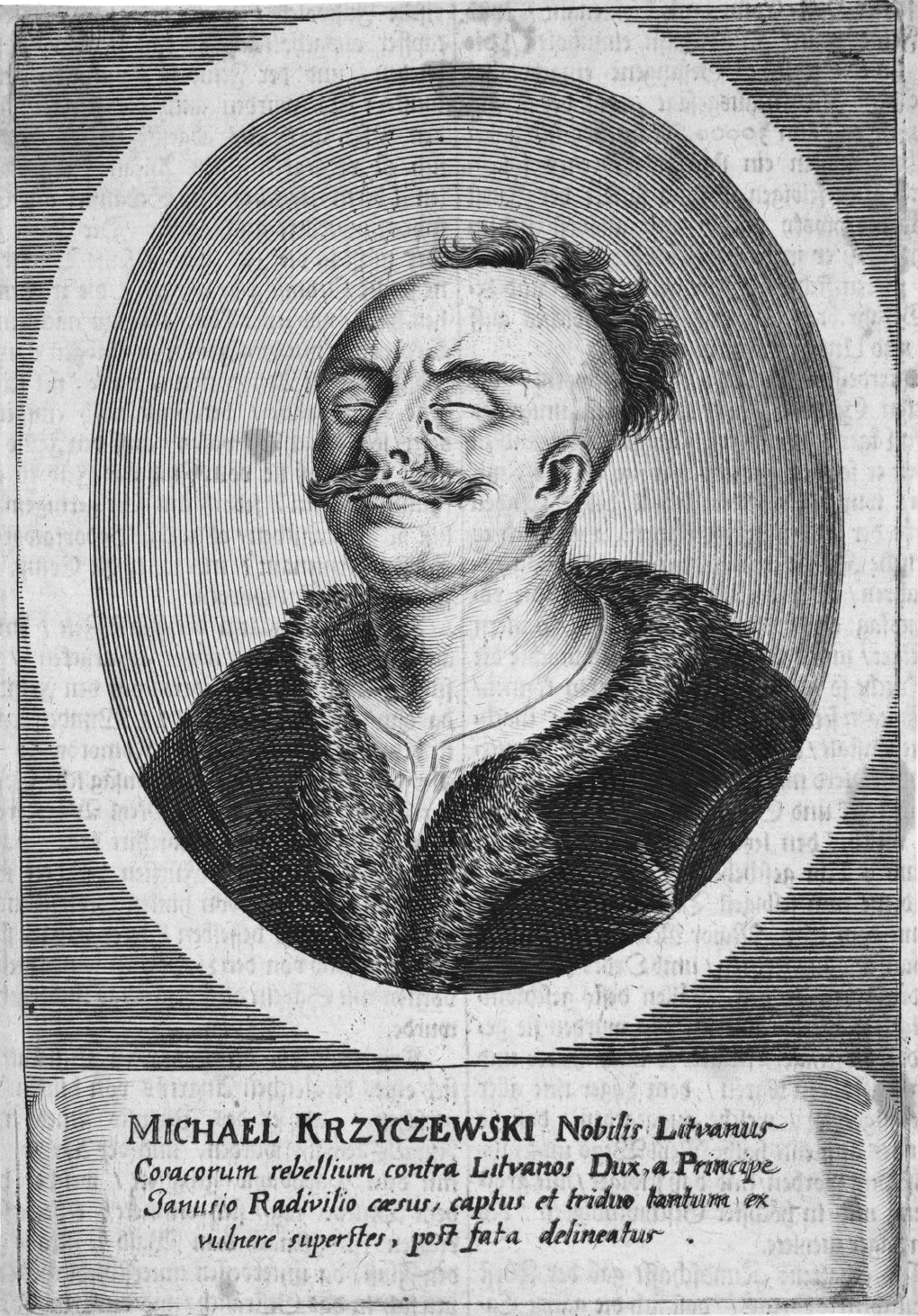
Михайло Кричевський

В XVI ст. грамотами короля Сигізмунда II Августа відбулось кінцеве оформлення привілеїв рицарського та шляхетського чину народу руського. Він надав руській шляхті право обиратись в чини сенаторські, придворні та земські; брати участь в виборі депутатів на загальні сейми і сеймики повітові, і судитись литовським статутом. Одночасно універсалом короля Сигізмунда ІІ Августа в 1572 році відбулось заснування реєстрового козацького війська взяття їх на державну службу з внесенням до реєстру. Згідно нього реєстрові козаки звільнялись від сплати податків, отримали незалежність від місцевої адміністрації та мали самоуправління зі своєю козацькою старшиною.
З приходом наступного короля Стефана Батория реєстрове військо було розпущене. Проте вже в вересні 1578 року був виданий універсал «Згода з низовцями», яким збільшим склад реєстру до 600 чоловік, а в 1583 р. до 800. Разом з тим Баторий відновив козацьку старшину, яку розділив на генеральну та полкову. Згідно 18 артикула статуту, який постановляв щоб „достоїнства та чинів простолюдинам не давати, а давати оних тільки шляхті“, старшиною та гетьманами реєстрового війська переважно ставали шляхтичі.

### Городове козацтво

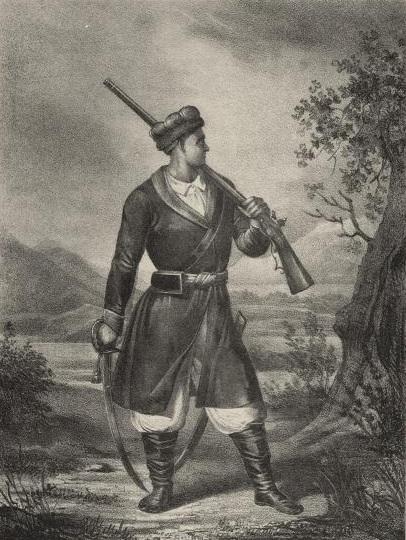
Козак реєстровий чи виборний

Неможливість нереєстрового козацтва отримати від коронного уряду шляхетських чи реєстрових прав, а також зневага та ігнорування прав реєстрового козацтва призвели до низки повстань, що закінчувались збільшенням чи зменшенням козацького реєстру. Після повстання 1648 р. реєстрове козацтво під приводом Михайла Кричевського перейшло на бік Хмельницького. А замість реєстрів почали складати компути (списки), на підставі яких визначали приналежність до козацького стану. Також після 1654 р. назва «реєстрові козаки» поступово вийшла з ужитку і замінилася термінами «городові козаки», з 1735 р. — «виборні козаки».

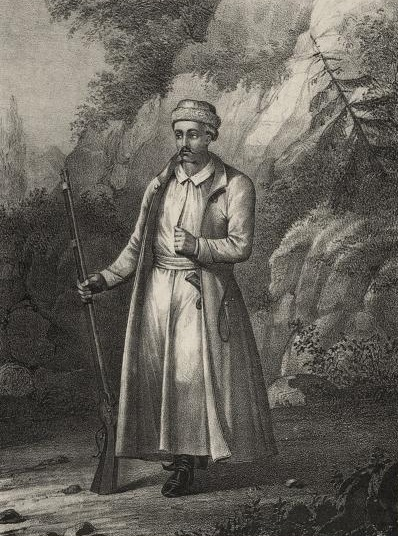
Козак підпомічник

До городового козацтва зараховували осіб, що були внесені до козацьких компутів. Внаслідок укладення Березневих статей 1654 їхня кількість була встановлена у 60 тис. На городових козаків поширювались усі привілеї козацтва. Основною їх повинністю була військова служба, від виконання інших повинностей і сплати податків вони були звільнені. Залежно від майнового стану поділялися на кінних, піших і тяглих. Кінні брали участь у військових походах, піші несли гарнізонну та сторожову службу, а тяглі віддавали повинності старшині.
Внаслідок реформи 1735 права і привілеї городових козаків надалі поширювались лише на виборних козаків, значну частину решти перевели в категорію підпомічників.

#### Ідентичність
Під час становлення малоросійської шляхти на землях Війська Запорозького, шляхетська ідентичність також охопила козацький стан, що виражалося в ототожненні «шляхетської» та «козацької» ідентичності. Так, зокрема, на загал 35,2% звернень до Полтавського ґродського суду в 1777—1780 рр. стосувались образи шляхетської честі. Подібні позови надходили як від старшини, так і звичайних козаків. На думку історика Юрія Волошина вони свідчать про побутування в козацькому соціумі того періоду уявлень, що були дуже схожі на уявлення шляхти Речі Посполитої XVII ст.:
|                                                               | ...протоколи судових засідань дають чимало свідчень шляхетської ідентифікації козаків, яка виражалася в ототожненні понять «шляхта» і «козацтво». Так, зокрема, у судовій справі про відняття сином значкового товариша Павлом Носовим у козака Івана Омельченка маєтку читаємо, що полтавський возний Данило Супруновський виконував покладені на нього ґродським судом обов’язки «при шляхте, именно козаках сотне полтавской Василю и Фролу Ганненках да Ивану Пергату…». Справу було вирішено на користь козака Омельченка. Характерно, що суд, серед іншого, ухвалив стягти з відповідача ще й 40 кіп грошей (48 крб. за тогочасним курсом — Ю.В.) за «поругание чина шляхетського». Спійманий на крадіжках слуга полтавського бурмистра й бунчукового товариша Павла Руденка Влас Басевський намагався довести своє шляхетство, щоправда безуспішно, мотивуючи тим, що він нібито «с прадыда деда и по отцу козачого звания». Подібних прикладів зустрічається в тогочасних судових справах чимало. |
| — Юрій Волошин. Конфлікти в Полтаві другої половини XVIII ст. | |

Значною мірою поширенню шляхетської ідентичності на «значне військове товариство» й козацтво взагалі сприяло проведення в 1763 р. судової реформи. Згідно з нею, в Малоросії відроджувалися ґродські, земські й підкоморські суди. На думку історика українського права Дмитра Міллера, реформа стала «заметным шагом вперед по пути к осуществлению шляхетских идеалов: подсудность статутовым шляхетским судам и право избрания судей из среды своей давали новую опору его притязаниям на шляхетское достоинство». Проте треба зазначити, що на той час чіткого станового розмежування між старшиною та простими козаками не існувало. Останні так само судилися в тих же судах за тими ж самими законами, що максимально сприяло засвоєнню шляхетських ідеалів широкими верствами лівобережного козацтва.

### Ліквідація стану
У 1783 виборні козаки також були позбавлені частини своїх прав і прирівняні до державних селян, одержавши назву «малоросійські козаки».